# Nina Agadžanova-Šutko
Nina Ferdinandovna Agadžanova-Šutko (in russo Нина Фердинандовна Агаджанова-Шутко?; Ekaterinodar, 8 novembre 1889, 27 ottobre del calendario giuliano – Mosca, 14 dicembre 1974) è stata una rivoluzionaria, sceneggiatrice e regista sovietica, conosciuta soprattutto per aver scritto L'anno 1905, sceneggiatura originale da cui è stata tratta La corazzata Potëmkin.

## Biografia

### Attività politica
Agadžanova si unì alla fazione bolscevica del Partito operaio socialdemocratico russo (che sarebbe poi diventato il PCUS) nel 1907, mentre studiava filosofia e storia all'università di Ekaterinodar. Dal 1907 al 1914 lavorò illegalmente per il partito, contribuendo a creare reti bolsceviche tra Voronež, Orël, Mosca, Ivanovo-Voznesensk e Pietroburgo, e fece parte della redazione di Rabotnica, un periodico dedicato ai problemi delle donne lavoratrici. Nel 1917 fu membro del comitato bolscevichi di Vyborg e Pietrogrado e deputato presso il Soviet di Pietrogrado. È stata arrestata dalla polizia zarista cinque volte e due volte mandata in esilio.

## Filmografia

### Cinema
- Regista di Due buldi due.